# Ерёмин, Роман Александрович
Роман Александрович Ерёмин (род. 14 января 1997, Балкашино, Акмолинская область) — казахстанский и российский биатлонист, участник Кубка мира, бронзовый призёр зимней Универсиады (2017), бронзовый призёр чемпионата Европы среди юниоров (2016). Мастер спорта Республики Казахстан.

## Биография
Занимается биатлоном с 2009 года, тренеры — А. Н. Мухин и С. Т. Мухина.

### Юниорская карьера
На юниорском чемпионате мира 2014 года в Преск-Айле среди спортсменов до 19 лет занял четвёртое место в эстафете в составе сборной Казахстана, а также был седьмым в спринте, 18-м — в гонке преследования и 39-м — в индивидуальной гонке.
В 2015 году выступал на чемпионате Европы среди юниоров (до 21 года) в Отепя, где в личных видах не поднимался выше 42-го места, а в эстафете стартовал среди взрослых. В том же году стартовал на юниорском чемпионате мира в Минске среди спортсменов до 19 лет, лучшим результатом стало 12-е место в индивидуальной гонке.
В 2016 году на юниорском чемпионате мира в Кеиле-Грэдиштей занимал 9, 11 и 12 места в личных видах среди 19-летних спортсменов, а в эстафете был восьмым. На юниорском чемпионате Европы 2016 года в Поклюке завоевал бронзовые медали в индивидуальной гонке, а также был 11-м в спринте и 13-м — в пасьюте.
Принимал участие в гонках юниорского кубка IBU. Лучший результат показал в сезоне 2015/16 — третье место в спринте на этапе в Ленцерхайде, в сезоне 2016/17 ещё два раза финишировал третьим.
В 2016 году участвовал в чемпионате мира среди юниоров по летнему биатлону в Отепя, в смешанной эстафете был шестым, в спринте занял 21-е место, а в гонке преследования — 20-е.
На национальном уровне выигрывал Кубок Казахстана среди юниоров и становился абсолютным чемпионом страны среди юниоров по летнему биатлону. Побеждал на международных юниорских соревнованиях в России.

### Взрослая карьера
В 2015 году участвовал в мужской эстафете на чемпионате Европы в Отепя и занял восьмое место.
Дебютировал на Кубке IBU в сезоне 2015/16 на первом этапе в Идре, занял 53-е место в спринте. В сезоне 2016/17 набрал свои первые очки, заняв 39-е место на этапе в Бейтостолене, а на этапе в Валь-Риданна в гонке преследования показал свой лучший результат — 38-е место.
На Кубке мира дебютировал в сезоне 2016/17 на этапе в Оберхофе, занял в спринте 88-е место среди 102 финишировавших. По состоянию на февраль 2017 года это единственная гонка спортсмена на Кубке мира.
В феврале 2017 года завоевал серебряную медаль в масстарте и бронзовую медаль в спринте на зимней Универсиаде в Алма-Ате, а в индивидуальной гонке занял 10-е место.
В феврале 2020 года дисциплинарной комиссией Союза биатлонистов Казахстана Роман Еремин был на 1 год исключен из сборной за нарушение дисциплины и спортивного режима. На четыре года команду также покинул Антон Пантов, на год отстранены Тимур Куц, Владислав Витенко.
С 2021 года сменил гражданство и выступает в настоящее время на Кубке России за команду Новосибирской области.

## Личная жизнь
Учится в Кокшетауском университете имени Абая Мырзахметова.